# André Gonçalves
André Gonçalves (Lisbona, 1685 – Lisbona, 1754) è stato un pittore portoghese.
Gonçalves ha contribuito al cambiamento estetico che si è verificato in Portogallo all'inizio del XVIII secolo, con l'abbandono degli schemi pittorici seicentesche spagnoli e l'adozione di uno stile più ricco e variegato, tipicamente italiano e francese.

## Biografia
A sedici anni inizia l'apprendistato artistico nella bottega di Antonio de Oliveira Bernardes (1662-1732), restandovi tra 1701 e il 1704 e imparandovi lo stile naturalista tenebroso del primo Seicento barocco, subendo l'influenza dei modelli italo-fiamminghi a partire dalle opere di Rubens e Barocci.
Tra le opere della sua prima fase pittorica si annoverano quelle del Convento de Nossa Senhora da Conceição dos Cardais, a Lisbona, e quelle della Cappella di Nossa Senhora da Conceição, della chiesa gesuita di Horta.

## Galleria di opere

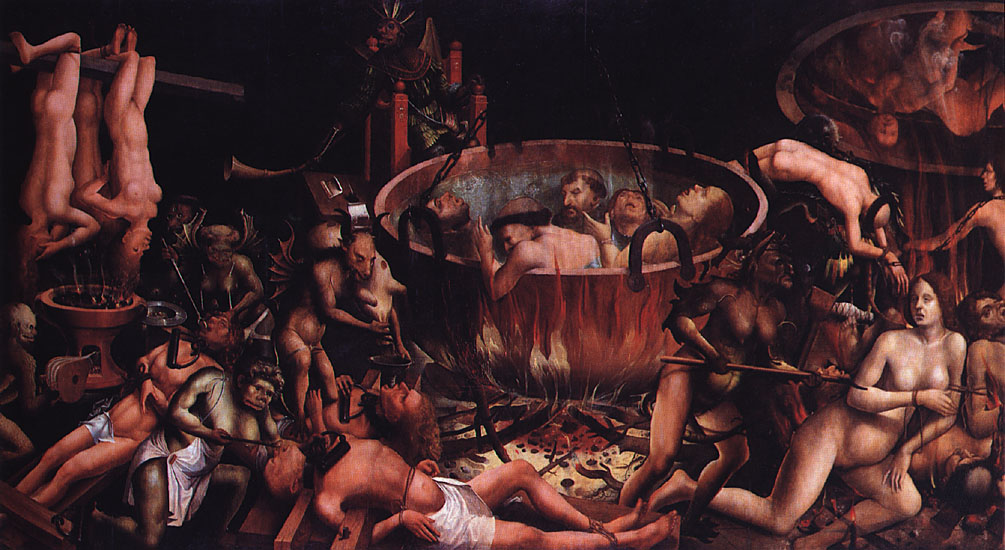
L'inferno
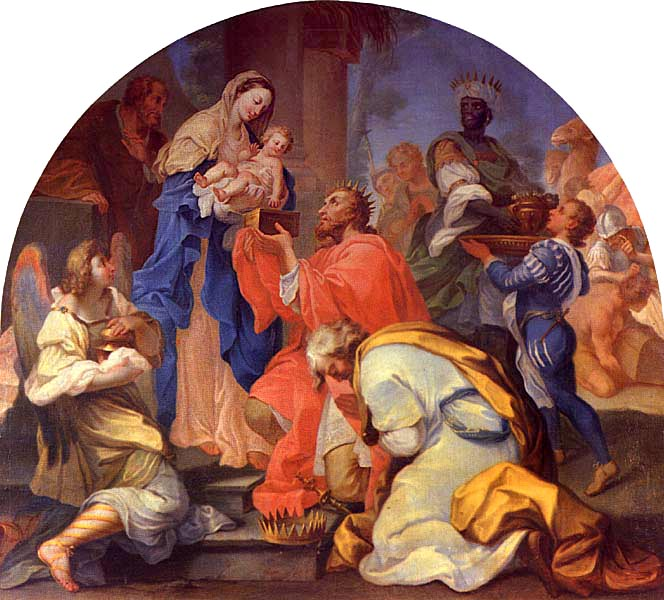
Adorazione dei Magi nel Museu Nacional Machado de Castro a Coimbra
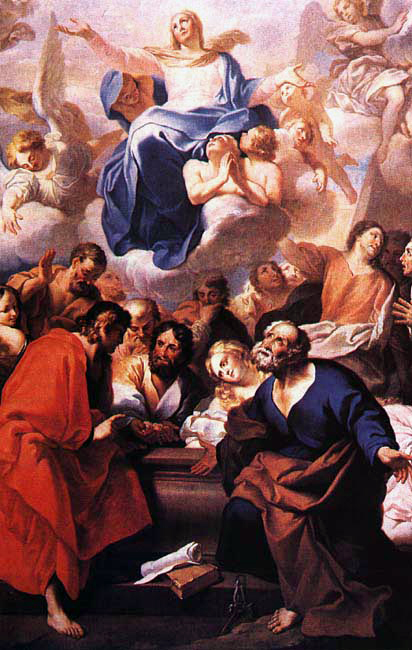
Assunzione della Vergine nel Palazzo Nazionale di Mafra